# Eparchia pawłodarska
Eparchia pawłodarska – jedna z eparchii Rosyjskiego Kościoła Prawosławnego, z siedzibą w Pawłodarze. Jej obecnym (2022) ordynariuszem jest biskup pawłodarski i ekibastuski Barnaba (Safonow), zaś funkcję katedry pełni sobór Zwiastowania w Pawłodarze.
Eparchia została erygowana decyzją Świętego Synodu Rosyjskiego Kościoła Prawosławnego z 6 października 2010 przez wydzielenie z eparchii astańskiej. Obejmuje parafie w obwodzie akmolińskim. Jej pierwszym ordynariuszem został 14 listopada 2010 Barnaba (Safonow), który nadal sprawuje urząd.